# Népal, par-delà les nuages
Pour plus de détails, voir Fiche technique et Distribution.
Népal, par-delà les nuages est un film documentaire français réalisé à la suite du séisme de 2015 au Népal par Éric Valli sur une musique de Cyrille Aufort et avec la voix de Jacques Gamblin. Le tournage se déroule pendant cinq mois étalés sur deux ans à partir de fin mai 2015 dans la vallée de Nubri au pied du Manaslu. Le scénario d'Éric Valli construit au fur et à mesure se concentre sur les difficultés et la solidarité rencontrées lors de la reconstruction des villages coupés du monde et sur deux jeunes muletiers, Raj et Shiva. Récompensé en 2018 par le prix du public du Festival international du film de montagne d'Autrans et en 2019 par le prix Ushuaïa TV du Festival international du film aventure et découverte de Val-d'Isère, le film est présenté lors de l'édition 2018 du festival Étonnants Voyageurs de Saint-Malo. Sorti en salles au Népal en 2018, il est produit par Jacques Perrin pour Galatée Films et diffusé le 3 janvier 2019 par France Télévisions sur France 5. Avec les dons reçus pour le financement du film, Éric Valli parraine l'association humanitaire Rock'n Wood avec laquelle il organise la reconstruction par des compagnons du tour de France et des artisans locaux de l'école des chasseurs de miel de l'ethnie des Gurungs dans le district de Lamjung,,,,,,,,,,,,,,.